# Aase Berg
Aase Jenny Teresia Berg, född 16 juni 1967 i Skarpnäcks församling, Stockholms län, är en svensk poet. Hon har i sitt skrivande bland annat beskrivit erfarenheter av och tankar kring moderskap, identitet och motstånd. På senare år har hon även blivit uppmärksammad för sitt romanskrivande, som inleddes 2019 med Haggan.  
Fram till 2021 har Berg presenterat åtta diktsamlingar, en ungdomsroman och två vuxenromaner. 2002 års Forsla fett nominerades till Augustpriset.  

## Biografi

### Bakgrund, journalistik
Berg växte upp i Tensta norr om Stockholm.
Berg var redaktör för Bonniers Litterära Magasin, från 2002 fram till dess nedläggning 2004. Hon var vidare medlem i redaktionen för 90-tal och 00-tal 1995–2001 samt är verksam som skribent i Dagens Nyheter. 
Berg har varit medlem i Surrealistgruppen i Stockholm. År 1998 startade hon bokförlaget Ink, som utgav ung svensk skönlitteratur, tillsammans med Niklas Darke och Björn Wiman. Under andra hälften av 1990-talet var hon även medlem i poesigruppen Köttkropp, tillsammans med Carl-Michael Edenborg och Mattias Forshage. 

### Förläggande och poesi

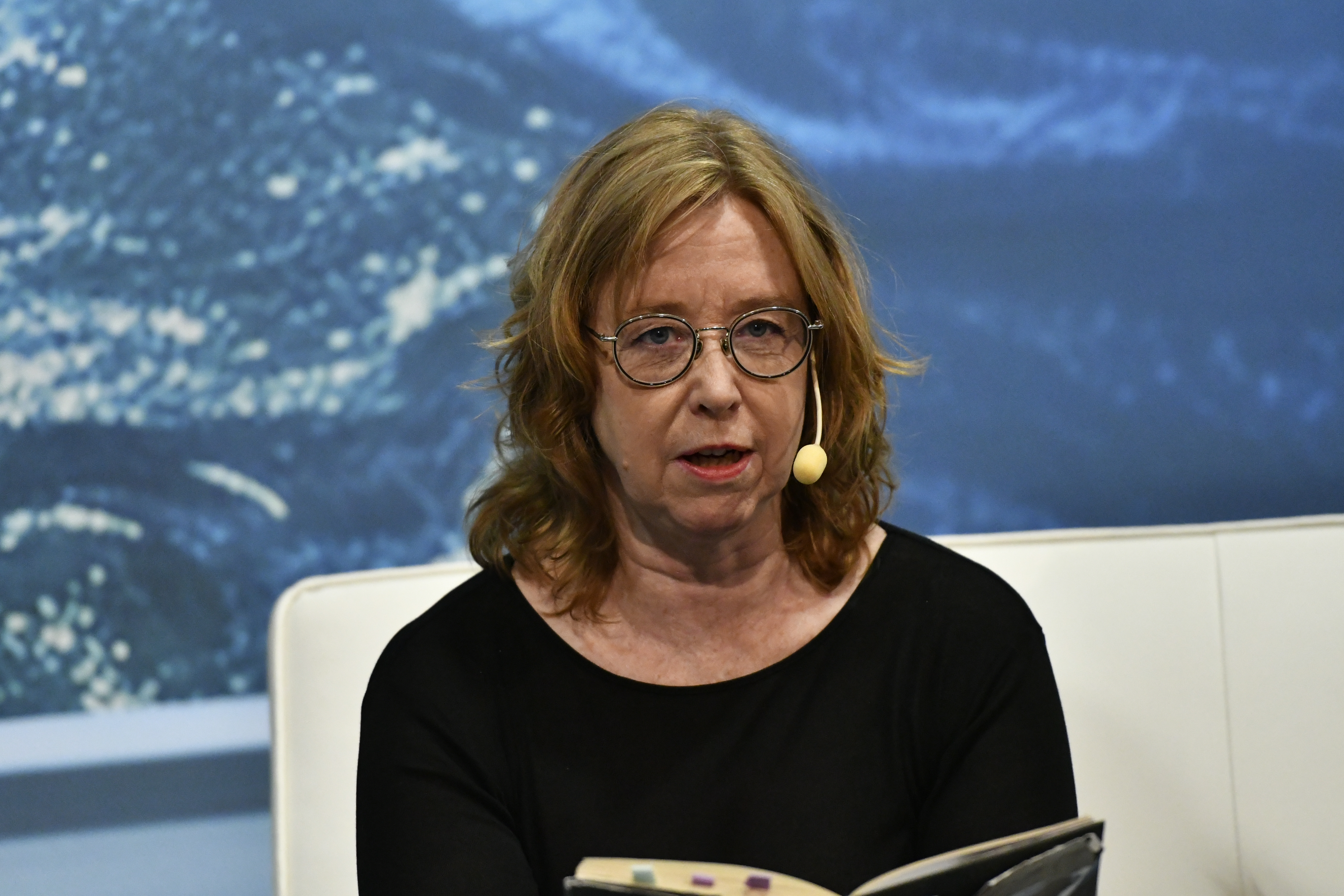
Aase Berg läser ur Mörk materia på bokmässan i Göteborg 2024.

1997 bokdebuterade Berg med diktsamlingen Hos rådjur, senare översatt till engelska under titeln With Deer. Från och med 2002 kom en dikttrilogi omkring moderskapet som fenomen, med titlarna Forsla fett (2002), Uppland (2005) och Loss (2007). Berg utgår där från sina egna erfarenheter som mor. Den första delen i trilogin, den Augustprisnominerade Forsla fett, beskriver en graviditet inifrån.
Diktsamlingen Liknöjd fauna handlar om den kapitalistiska apokalypsen i humoristisk form. Boken ledde till att Berg i januari 2012 fick ta emot Aftonbladets kulturpris.
Förutom With Deer har på engelska även publicerats samlingsboken Remainland: Selected Poems of Aase Berg. Vissa titlar finns även på tyska eller kinesiska.

### Romaner
På senare år har Aase Berg allt oftare kommit att arbeta med prosa. 2009 kom ungdomsromanen Människoätande människor i Märsta, en historia som kretsar kring tre tonårsflickor.
2019 kom romanen Haggan, som Expressens kritiker Victor Malm kallade "ett slags prosatvilling" till diktsamlingen Hackers från 2015. "Hagga" blev där både ett substantiv och ett verb – "att hagga", det vill säga att "att vägra leva i den värld som männen har skapat, att vägra vara behaglig, hänsynsfull och i stället gå på privat och politisk offensiv". I Hackers handlade dikterna om hur en kvinna hanterar "kvinnofällan" och inifrån kan göra uppror mot systemet.
2021 återkom Berg med En uppblåst liten fittas memoarer. Boken, med sin kritiska beskrivning av mänskliga beteenden, är en blandning av idé- och utvecklingsroman förklädd till självbiografi. Eftersom bokens Aase Berg har stora olika olikheter med verkligheten är den mer att betrakta som en omvänd nyckelroman.

## Privatliv
Aase Berg är gift med Fredrik Sjöberg, och hon har två döttrar från tidigare relationer. Hon bor i Stockholm.

## Priser och utmärkelser
- 2002 – Stipendium ur Gerard Bonniers donationsfond
- 2006 – Albert Bonniers stipendiefond för yngre och nyare författare
- 2008 – Stipendium ur Lena Vendelfelts minnesfond[10]
- 2008 – NC Kaserpreis (Tyskland/Italien)
- 2011 – Lagercrantzen[11]
- 2011 – Aftonbladets litteraturpris för Liknöjd fauna[12]
- 2025 – Karl Vennbergs pris från Samfundet De Nio[13]